# Исландский университет
Исландский университет (исл. Háskóli Íslands) — общественный исследовательский университет в Рейкьявике, Исландия, старейшее и крупнейшее высшее учебное заведение страны. Основанный в 1911 году, он постепенно превратился из небольшой школы государственных служащих в современный общеобразовательный университет, в котором обучаются около 14 000 студентов на двадцати пяти факультетах. Преподавание и исследования проводятся в области социальных, гуманитарных наук, права, медицины, естественных наук, инженерного дела и педагогического образования. Кампус университета сосредоточен вокруг улицы Судургата (Suðurgata) в центре Рейкьявика, а дополнительные объекты расположены в близлежащих районах, а также в сельской местности.
В дополнение к основным факультетам существуют многочисленные научно-исследовательские институты при университете. В них трудятся 281 учёный и администратор.
Университет входит в ассоциации «Утрехтская сеть», Ассоциация университетов Европы, Сеть университетов столиц Европы, «Аврора» и Университет Арктики.

## История
Исландский университет был основан парламентом Исландии 17 июня 1911 года и объединил три бывших высших учебных заведения: Престасколинн, Лекнасколинн и Лагасколинн, в которых преподавали теологию, медицину и право соответственно. Первоначально в университете помимо факультета гуманитарных наук были только факультеты этих трех областей. За первый год работы в нём было зачислено 45 студентов. Первым ректором университета был Бьорн Магнуссон Ольсен, профессор факультета гуманитарных наук.
Университет сыграл важную роль в построении исландского национального государства и был воспринят исландцами как важная ступен на пути к независимости. Требования создания национального исландского университета восходят к первой сессии выборного собрания Альтинга в 1845 году. Лидеры исландских националистов в то время обратились к Дании с просьбой создать «национальную школу» для достижения культурного и материального прогресса, а также для того, чтобы образование, полученное исландцами, носило достаточно национальный характер.
Первые 29 лет своего существования университет располагался в здании альтинга в центре Рейкьявика. В 1933 году университет получил от Альтинга специальную лицензию на проведение лотереи с денежными призами под названием Happdrætti Háskólans. Университетская лотерея, начавшаяся в 1934 году, остается основным источником финансирования строительства новых университетских зданий. В 1940 году университет переехал в главное здание, спроектированное исландским государственным архитектором Гвюдйоуном Самуэльссоном. Главное здание составляет основу университетского кампуса на Судургате, где сегодня расположено большинство основных зданий университета.
В последние годы произошла серьёзная реструктуризация. В 2008 году университет был разделен на пять разных школ. Одновременно Исландский педагогический университет был объединен с Исландским университетом и стал его педагогической школой. Возросшая конкуренция со стороны местных колледжей побудила университет значительно улучшить свою маркетинговую стратегию, которая ранее считалась ненужной.
21 января 2021 года из-за сломанной магистральной водопроводной трубы, обслуживающей район Вестурбайр в Рейкьявике, кампус затопило водой (более 2000 т), в результате чего были повреждены здания Хасколаторг и Гимли.

## Кампус

### Школьные здания
Главный кампус университета расположен непосредственно к юго-западу от озера Тьёднин в центре Рейкьявика. Всего он занимает около 10 гектаров. Всего здесь около 30 зданий, самое старое из которых, Гамли Гардюр, было построено в 1934 году. Главное здание выходит на полукруглую лужайку со статуей Сэмунда Мудрый. В 2007 году рядом с главным зданием был открыт новый сервисный центр, и туда были перенесены многие наиболее важные службы поддержки. Некоторые лекции проходят в кинотеатре (исл. Háskólabíó) в северной части кампуса. На территории также есть тренажерный зал, несколько общежитий и небольшие здания научно-исследовательского института. Большинство зданий расположены в главном кампусе и близлежащих районах. Факультет спорта, досуга и социального образования, напротив, расположен в деревне Лёйгарватн.

### Библиотека
В 1994 году университетская библиотека объединилась с национальной библиотекой Исландии (исл. Landsbókasafn Íslands) и образовала одну большую академическую библиотеку — Национальную и университетскую библиотеку Исландии (исл. Landsbókasafn Íslands - Háskólabókasafn). Главное здание библиотеки (исл. Þjóðarbókhlaðan) расположено рядом с главным кампусом.

### Университетская больница
Образование и исследования в Университете Исландии тесно связаны с Национальной университетской больницей в Рейкьявике. Поэтому помещения Школы медицинских наук в основном расположены на территории больницы.

## Организационная структура
Совет университета (háskólaráð) является высшим административным органом вуза и состоит из ректора и десяти других членов, включая двух студентов и двух членов, одобренных Университетским форумом. Университетский форум состоит из ректора, руководителей факультетов и различных отечественных представителей. Он не имеет исполнительных полномочий, но работает с Советом над общей стратегией университета. Пять академических школ и их факультеты возглавляются деканами и имеют большой контроль над учебными программами и ежедневным управлением.
Профессор Силья Баура Оумарсдоуттир — нынешний ректор Исландского университета. Она сменила в 2025 году Йоуна Атли Бенедиктссона. Сам Йоун сменил в 2015 году Кристин Ингоульфсдоуттир, которая занимала должность с 2005 года.

### Школы и факультеты
Университет Исландии разделен на пять школ (svið), которые в свою очередь делятся на двадцать пять факультетов (deild). До 2008 года он был разделен на одиннадцать факультетов, которые затем были разделены на кафедры (skor). Крупнейшей нынешней школой является Школа социальных наук, в которой обучается более 4700 учеников, в то время как в каждой из четырёх остальных учится примерно половина этого числа. В университете также действует Центр непрерывного образования.
В состав университета входят следующие школы и факультеты.
- Школа социальных наук

- Факультет делового администрирования
- Факультет экономики
- Факультет права
- Факультет социальных наук
- Факультет социальной работы
- Факультет политологии

- Факультет медицинских наук

- Медицинский факультет
- Факультет сестринского дела
- Факультет одонтологии
- Факультет фармакологии
- Факультет пищевых наук и питания
- Факультет психологии

- Школа гуманитарных наук

- Факультет теологии и религиоведения
- Факультет языка, литературы и лингвистики
- Факультет исландских и сравнительных культурных исследований
- Факультет истории и философии

- Школа образования

- Факультет спорта, досуга и социального образования
- Факультет педагогического образования
- Факультет педагогических исследований

- Школа инженерии и естественных наук

- Факультет промышленной инженерии, машиностроения и информатики
- Факультет наук о Земле
- Факультет наук о жизни и окружающей среде
- Факультет электротехники и вычислительной техники
- Факультет физических наук
- Факультет гражданского и экологического строительства

### Институты
В ведении университета находится более шестидесяти научно-исследовательских институтов и семь сельских научных станций. Некоторые из наиболее примечательных:
- Институт исландских исследований имени Аудни Магнуссона
- Институт наук о Земле
- Опытная станция патологии[англ.] в Кельдюре[англ.]
- Институт социальных наук
- Институт иностранных языков имени Вигдис Финнбогадоттир

## Академическая среда
Помимо основных факультетов, при университете имеется множество научно-исследовательских институтов. Университет Исландии, в котором работают более 700 штатных преподавателей, более 2000 внештатных преподавателей и около 300 исследователей и администраторов, является крупнейшим местом работы в Исландии.
Некоторые ресурсы, доступные в университете, являются исключительно исландскими; к ним относятся рукописи, хранящиеся в Институте исландских исследований Арни Магнуссона, записи исландской переписи населения, датированные 1703 годом, исключительно полные генеалогические данные, а также климатологические, гляциологические, сейсмические и геотермальные данные.

### Образование
Университет Исландии предлагает обучение по более чем 160 программам бакалавриата в области гуманитарных, естественных и социальных наук, а также в таких профессиональных областях, как теология, право, бизнес, медицина, стоматология, сестринское дело, фармакология и инженерия. Последипломное обучение предлагается на всех факультетах, большинство из которых основаны на исследованиях, хотя и не исключительно. Существует также несколько междисциплинарных магистерских программ в области здравоохранения и наук об окружающей среде, некоторые из них проводятся в сотрудничестве с другими европейскими университетами.
Основной язык обучения – исландский. Учебники в основном на английском и исландском языках. Большинство факультетов предлагают курсы на английском языке и позволяют иностранным студентам сдавать экзамены на английском языке. Исландский язык, медиеведение и науки об окружающей среде являются одними из самых сильных специальностей университета благодаря уникальному литературному наследию и природе Исландии. В этих и других областях предлагается все больше программ с преподаванием на английском языке, что привлекает большое количество иностранных студентов.

## Рейтинги
В 2011 году Times Higher Education впервые включил Университет Исландии, поместив его в группу 276–300 в мире. В следующем году он поднялся до полосы 251–275 в том же списке. В настоящее время Times ставит университет в число 201–250 лучших в мире. Академический рейтинг университетов мира от 2017 года поместил его в группу 401–500 во всем мире.

## Студенческая жизнь
Университет Исландии является государственным, финансируемым государством университетом, поэтому он не взимает плату за обучение (тем не менее, необходимо внести вступительный взнос в размере 75.000 исландских крон). Для проживания студентов Университет позволяет им работать неполный рабочий день или предоставляет кредиты по льготным процентным ставкам.
Министерство образования, науки и культуры Исландии ежегодно вручает награды иностранным студентам за изучение исландского языка, истории и литературы в Университете Исландии. Стипендии обычно ежегодно предоставляются только студентам из отдельных стран. Награды действительны в течение одного учебного года и направлены на оплату питания и проживания.
Основным источником финансирования, доступным иностранным аспирантам, является Университетский фонд, который открыт как для ученых, так и для нынешних или потенциальных аспирантов. Каждый грант фонда составляет примерно 2,5 миллиона исландских крон в год сроком до трех лет и предназначен для покрытия расходов на проживание.

### Студенческая политика, союзы и службы
Студенческий совет является официальным представителем обучающихся в университете. Он занимается всеми видами вопросов прав и отношений с внутренними и внешними органами власти. Выборы в совет проводятся каждый год. В студенческой политике участвуют три основные партии — это Вака и Рёсква. Многие местные политики начали свою карьеру в качестве членов совета.
В университете действует более 60 студенческих союзов. Каждый союз состоит из студентов определённого направления или нескольких смежных. Аспиранты в некоторых областях имеют свои собственные профсоюзы. Членство не является обязательным. Большая часть функций профсоюзов связана с общественной деятельностью, наиболее распространённой из которых являются так называемые «научные поездки» — традиция, когда компании и организации в отрасли приглашают студентов в соответствующей области для презентаций и напитков. Некоторые союзы аспирантов также организуют небольшие академические семинары.
Студенческая ассоциация это самостоятельное учреждение, которое предоставляет несколько услуг на территории кампуса и за его пределами. В их число входят детские сады, недорогие квартиры, столовые и большой книжный магазин.